# Janneke Ensing

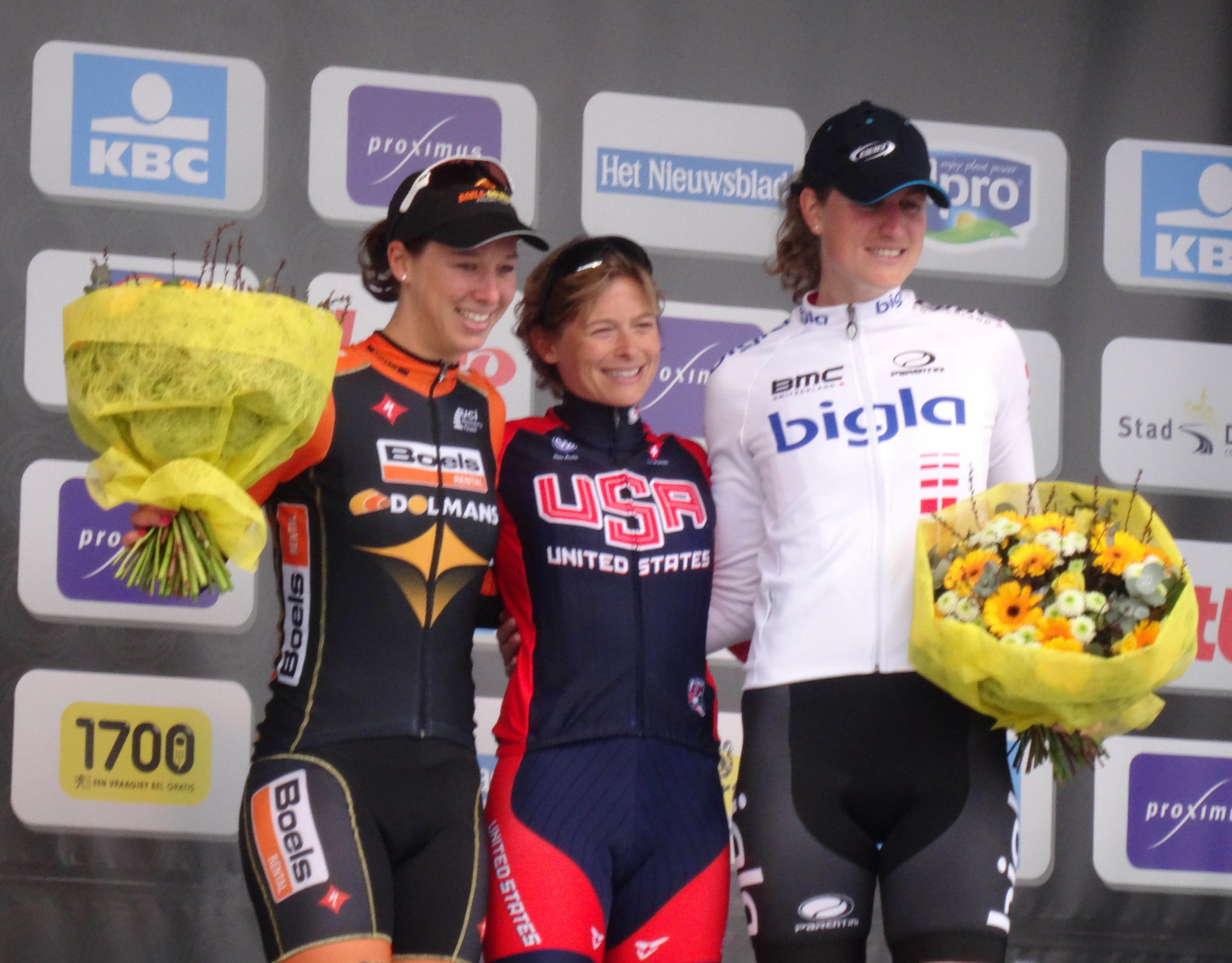
Janneke Ensing, à esquerda, como segunda da Gante-Wevelgem 2014 -também foi segunda em 2015-.

Janneke Ensing (Gieten (Aa en Hunze), 21 de setembro de 1986) é uma patinadora de velocidade sobre gelo e ciclista profissional neerlandesa que estreiou como ciclista profissional em 2009.

## Trajectória desportiva

### Patinagem no gelo
Como juvenil ainda mantém o recorde do mundo de sua categoria de perseguição por equipas junto a Annette Gerritsen e
Ireen Wüst em 2004. Começou destacando como patinadora em diversas provas nacionais desde o 2005 ainda que não começou a conseguir as suas primeiras medalhas até 2014 na o disciplina de "mass start" inclusive em provas da Copa do Mundo.

### Ciclismo
Como ciclista começou destacando em provas nacionais em 2007 e 2008. Em 2009 subiu ao profissionalismo com a equipa Hitec Products UCK no que conseguiu sua primeira vitória numa corrida amador de seu país. Em 2010 alinhou por uma potente equipa amador, que posteriormente em 2011 subiu ao profissionalismo, do Dolmans Landscaping no que foi a melhor corredora da equipa no Ranking UCI e ademais seguiu destacando no calendário amador de seu país, com 2 vitórias. Quando essa equipa subiu ao profissionalismo, em 2011, também destacou em alguma prova profissional. Ainda que sua má temporada de 2012 fez que tivesse que fichar por umas humilde equipas amador para o 2013.
De novo, em 2014, alinhou de novo pelo Boels-Dolmans e melhorou seus resultados do 2011, ao ser por exemplo segunda na Gante-Wevelgem e debutando inclusive no Giro d'Italia Feminino ainda que abandonaria a prova italiana na oitava etapa. Em 2015 alinhou pelo Parkhotel Valkenburg e conseguiu sua primeira medalha profissional ao ser 2.ª no Campeonato dos Países Baixos em Estrada 2015. Em 2017, devido a seus bons resultados, alinhou pelo Alé Cipollini e em sua primeira corrida com a equipa foi 2.ª no Tour Down Under Feminino, em grande parte graças ao segundo posto obtido na primeira etapa.

## Palmarés
- 2016
  - 2.ª no Campeonato dos Países Baixos em Estrada

- 2017
  - 1 etapa do Boels Rental Ladies Tour
  - 1 etapa do Premondiale Giro Toscana Int. Femminile-Memorial Michela Fanini

- 2018
- Le Samyn des Dames

## Resultados em Grandes Voltas e Campeonatos do Mundo
Durante sua corrida desportiva tem conseguido os seguintes postos nas Grandes Voltas femininas e nos Campeonatos do Mundo em estrada:
| Corrida            | Corrida            | 2009 | 2010 | 2011 | 2012 | 2013 | 2014 | 2015 | 2016 | 2017 | 2018 | 2019 | 2020 | 2021 |
| ------------------ | ------------------ | ---- | ---- | ---- | ---- | ---- | ---- | ---- | ---- | ---- | ---- | ---- | ---- | ---- |
|                    | Giro d'Italia      | —    | —    | —    | —    | —    | Ab.  | —    | —    | 13.ª | —    | 19.ª | —    | 63.ª |
|                    | Tour de l'Aude     | —    | —    | X    | X    | X    | X    | X    | X    | X    | X    | X    | X    | X    |
|                    | Grande Boucle      | —    | X    | X    | X    | X    | X    | X    | X    | X    | X    | X    | X    | X    |
| Mundial em Estrada | Mundial em Estrada | —    | —    | —    | —    | —    | —    | —    | —    | 26.ª | 69.ª | —    | —    | —    |

—: não participa

Ab.: abandono
X: edições não celebradas

## Equipas
- Team Hitec Products UCK (2009)
- Dolmans (2011-2012)
  - Dolmans-Boels Cycling Team (2011)
  - Dolmans-Boels Cycling Team (2012)
- Boels Dolmans Cycling Team (2014)
- Parkhotel Valkenburg Continental Team (2015-2016)
- Alé Cipollini (2017-2018)
- Team Sunweb (01.2019-05.2019)
- WNT-Rotor Pro Cycling (05.2019-12.2019)
- Mitchelton/BikeExchange[13] (2020-)
  - Mitchelton Scott (2020)
  - Team BikeExchange Women (2021-)